# Massala marmona
Massala marmona är en fjärilsart som beskrevs av William Schaus 1904. Massala marmona ingår i släktet Massala och familjen nattflyn. Inga underarter finns listade i Catalogue of Life.